# Yukio Goto
Yukio Goto va ser un futbolista japonès que disputà quatre partits amb la selecció japonesa. Va nàixer al poble de Sumiyoshi, Districte de Muko (avui dins de Kōbe), a la Prefectura de Hyōgo. Va morir el 1976.